# Agrotis steniptera
Agrotis steniptera är en fjärilsart som beskrevs av Paul Dognin 1916. Agrotis steniptera ingår i släktet Agrotis och familjen nattflyn. Inga underarter finns listade i Catalogue of Life.